# Arctagrostis latifolia
Arctagrostis latifolia là một loài thực vật có hoa trong họ Hòa thảo. Loài này được (R.Br.) Griseb. mô tả khoa học đầu tiên năm 1852.